# Macowanites mattiroloanus
Macowanites mattiroloanus är en svampart som först beskrevs av Fridiano Cavara, och fick sitt nu gällande namn av T. Lebel & Trappe 2000. Macowanites mattiroloanus ingår i släktet Macowanites och familjen kremlor och riskor.   Inga underarter finns listade i Catalogue of Life.